# Handwriting
Handwriting četvrti je studijski album hrvatskog jazz pijaniste i skladatelja Matije Dedića. Album je 2001. godine objavila diskografska kuća Cantus Records.

## O albumu
Album sadrži ukupno 12 skladbi od kojih četiri potpisuje sam Dedić dok je za još dvije kao koautor zajedno s Ivanom Husar, Ivanom Premužić, Majom Vučić i Sandrom Sagenom napisao glazbu. Ostale skladbe obrade su, a autorski ih potpisuju brazilski skladatelj Antonio Carlos Jobim, američki skladatelj i aranžer Johnny Mandel, američki dvojac, skladatelj Richard Rodgers i tekstopisac Lorenz Hart (Rogers & Hart) i jazz glazbenik Miles Davis.
Materijal je sniman i masteriran u studiju "Morris" u Zagrebu, kod Roberta Funčića u Rijeci i u studiju "T.M" u Splitu. Tradicionalna pjesma "Jeden pot" uživo je snimljena zajedno s Lidijom Bajuk na festivalu "Amadeo" u Zagrebu. "So What" je snimljen uživo u BeBop Clubu Dubrovnik. Na albumu sudjeluju brojni glazbeni gosti te uz Ivanu Husar, Ivanu Premužić, Maju Vučić i Sandru Sagenu tu su još i Quartet Sensitive, Boilers, Darko Jurković - Charlie, Oliver Dragojević, DJ Dus, Black Coffee, Arsen Dedić, Gabi Novak, Dražen Bogdanović, Boško Petrović, Dalmatia Reunion, M.Dedić Trio, Marko Križan, Joe Pandur, Martina Pongrac, Milo Stavros i Saša Nestorović.
Matija Dedić album je promovirao istoimenim koncertom održanim 4. prosinca u zagrebačkoj koncertnoj dvorani "Istra" ZKM-a.

## Popis pjesama
| Br. | Skladba                    | Autor                          | Trajanje |
| --- | -------------------------- | ------------------------------ | -------- |
| 1.  | »End of May«               | Matija Dedić                   | 5:46     |
| 2.  | »Amore En Paz«             | Antonio Carlos Jobim           | 4:40     |
| 3.  | »First Cat«                | Dedić/DJ Dus                   | 4:45     |
| 4.  | »The Shadow of Your Smile« | Johnny Mandel                  | 5:18     |
| 5.  | »My Funny Valentine«       | Rogers & Hart                  | 6:43     |
| 6.  | »Sve te vodilo k meni«     |                                | 2:43     |
| 7.  | »Jedini pot« (narodna)     |                                | 4:28     |
| 8.  | »So What«                  | Miles Davis                    | 6:20     |
| 9.  | »Blue in Yellow«           | Dedić                          | 4:33     |
| 10. | »Gorgondola«               | Dedić/DJ Dus                   | 4:50     |
| 11. | »Sama u dvoje«             | Dedić/Ivana Premužić           | 3:20     |
| 12. | »La Mani Tue«              | Dedić/Maja Vučić/Sandra Sagena | 5:01     |

## Izvođači
- Matija Dedić - glasovir u svim pjesmama
- Darko Jurković (gitara, Henry Radanović (bas-gitara) i Tonči Grabušić (bubnjevi) u pjesmi "End of May"
- Quartet Sensitive u pjesmi "Amore En Paz"
- Boilers & DJ Dus u pjesmi "First Cat"
- Oliver Dragojević i Black Coffee&Dražen Bogdanović (saksofon) u pjesmi "The Shadow of Your Smile"
- Gabi Novak (vokal), Boško Petrović (vibrafon, Ante Gelo (jazz gitara) i Mladen Baraković (bas-gitara) u pjesmi "My Funny Valentine"
- Arsen Dedić (vokal) i Mladen Baraković (bas-gitara) u pjesmi Sve te vodilo k meni
- Lidija Bajuk (gitara i vokal) u pjesmi "Jedini pot"
- Dalmatia Reunion u pjesmi "So What"
- Joe Pandur (gitara), Marko Križan (saksofon), Mario Rašić (bas-gitara) i Milo Stavros (bubnjevi) u pjesmi "Blue in Yellow"
- Matija Dedić Trio i gošće i pjesmi "Gorgondola"
- Ivana Husar (vokal) i Promil 3 u pjesmi "Sama u dvoje"
- Maja Vučić (vokal), Martina Pongrac (vokal), Saša Nestorović (saksofon) i Milo Stavros (bubnjevi)